# Juraj IV. Zrinski

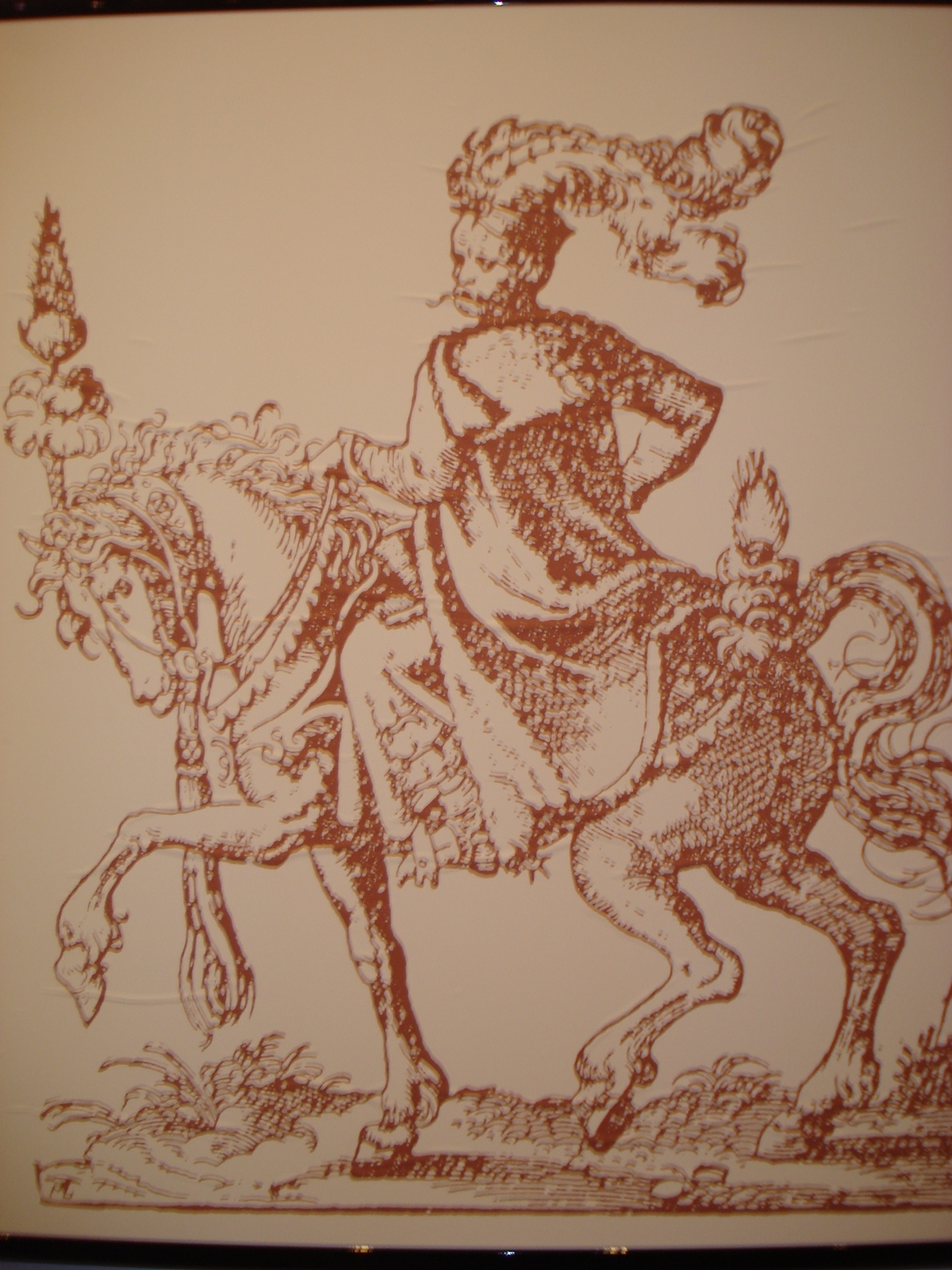
Die einzig erhaltene Abbildung des Georg IV. Zrinski.

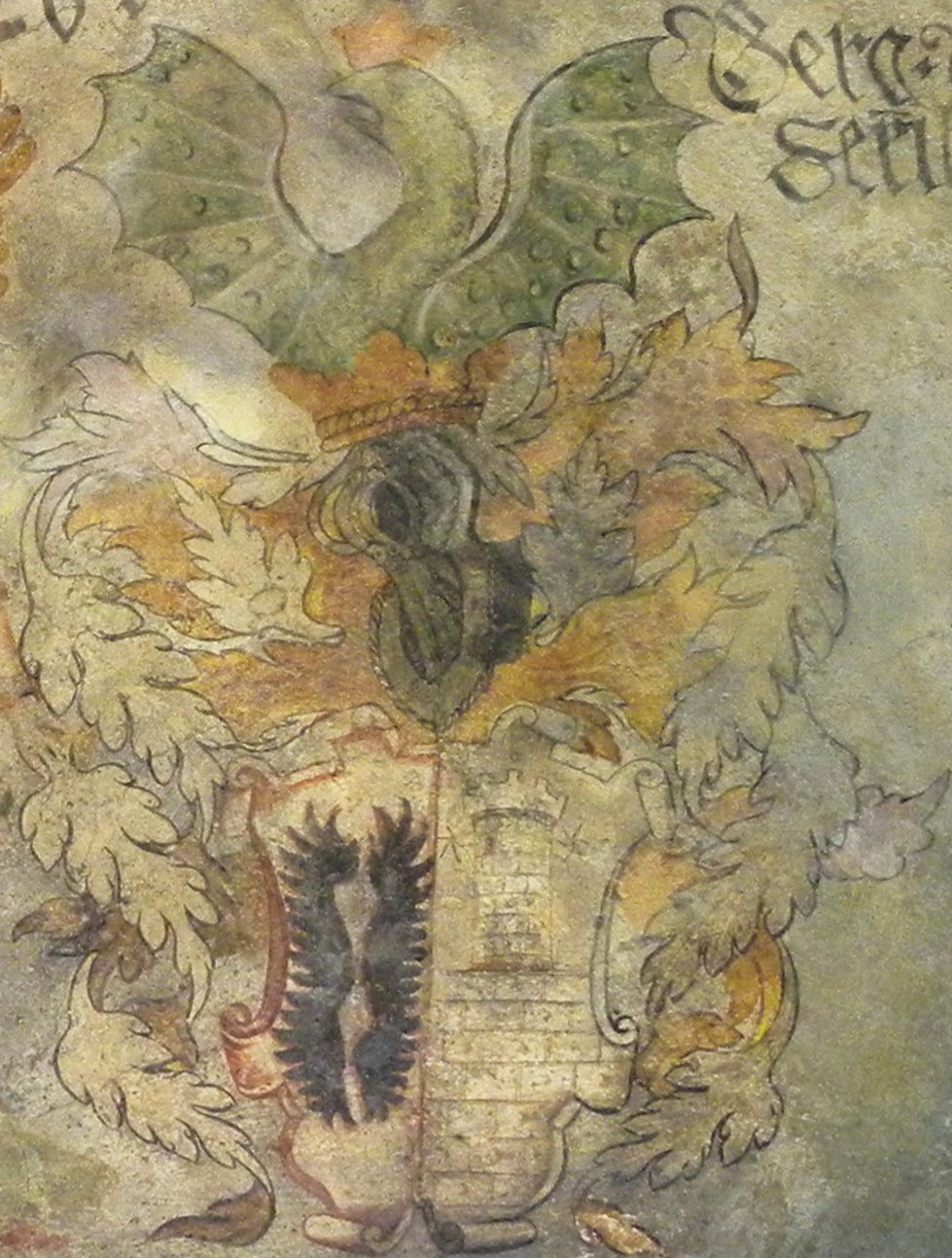
Wappen des Georg IV. Zrinski (1566)

Georg IV. Šubić von Zrin, kurz Georg IV. Zrinski (kroatisch Juraj IV. Zrinski, ungarisch Zrínyi IV. György; * 13. April 1549; † 4. Mai 1603 in Vép bei Szombáthely, Ungarn) war ein kroatischer Adliger aus dem Hause Zrinski.

## Leben
Georg IV. Graf Zrinski (der vierte mit dem gleichen Namen in der Familie) war der Sohn von Nikola Šubić Zrinski, dem Helden von Szigetvár, und dessen erster Ehefrau Gräfin Katarina Zrinski geb. Frankopan.
Er war königlicher Tavernicus (Schatzmeister) des kroatisch-ungarischen Königreichs und Gespan des historischen Komitates Zala. Meistens lebte er in seiner Burg Čakovec im Norden Kroatiens. Am 29. Mai 1579 verlieh er die Privilegien an die Bewohner der umgebenden Siedlung und seit dieser Zeit ist Čakovec als freier Markt anerkannt. Heute feiert die Stadt Čakovec den 29. Mai als „Geburtstag der Stadt“.
Schon seit seiner Jugend war Zrinski stark vom Protestantismus angetan und lud lutherische Priester ein, um die katholischen Pfarren in Kroatien zu besetzen. Damit schuf er sich viele Gegner unter den Katholiken.
Er war mit der Gräfin Anna D’Arco verheiratet, die bereits 1570 starb. Mit ihr hatte Zrinski einen Sohn, Nikolaus VI. (kroatisch: Nikola). Er heiratete erneut, die Gräfin Sofia Stubenberg, die ihm noch vier Kinder gebar, unter diesen den Sohn Georg V., den künftigen Ban von Kroatien.
Anfang der 1570er Jahre gründete Juraj IV. Zrinski die Buchdruckerei in Nedelišće bei Čakovec, eine der ersten Druckereien im damaligen Kroatien. Er lud den Buchdrucker Rudolf Hoffhalter aus Wien ein und ließ dort viele Bücher drucken. 1574 wurde in Nedelišće das berühmte juristische Buch Decretum tripartitum des Herausgebers Ivanuš Pergošić gedruckt.
Wie schon seine Vorgänger und Nachfolger kämpfte auch Juraj Zrinski gegen die Türken in vielen Kämpfen, meistens mit Erfolg.
Zrinski starb 1603 in Ungarn und wurde im Kloster der hl. Helena (kroatisch: Sveta Jelena) beigesetzt, neben dem Kopf seines berühmten Vaters. Das Kloster ist zwei Kilometer von Čakovec entfernt.

## Galerie
| Titelseite des „Decretums“ welchen Juraj Zrinski 1574 drucken ließ | Charta der Privilegien von Juraj (IV.) Zrinski an Bewohner von Čakovec ausgestellt am 29. Mai 1579 | Zrinskis Denkmal im Zentrum von Čakovec |

| Personendaten    | Personendaten                                                                                             |
| ---------------- | --- |
| NAME             | Zrinski, Juraj IV.                                                                                        |
| ALTERNATIVNAMEN  | Zrinski, Juraj; Zrinski, Georg (deutsch); Zrínyi IV. György (ungarisch)                                   |
| KURZBESCHREIBUNG | kroatischer Adliger; Schatzmeister des kroatisch-ungarischen Königreichs und Gespan der Gespanschaft Zala |
| GEBURTSDATUM     | 13. April 1549                                                                                            |
| STERBEDATUM      | 4. Mai 1603                                                                                               |
| STERBEORT        | Vép bei Szombáthely, Ungarn                                                                               |